# 張明經
張明經（1902年8月10日—1986年8月15日），字博五。甘肅省靈臺縣人。民國37年（1948年）在寧夏省選區當選第一屆立法委員

## 生平[1][2][3]
- 國立西北大學政經系畢業
- 內政部地方行政人員講習所畢業
- 北平郁文大學教授
- 西安中山大學教授
- 陝西省黨務特派員
- 河南省黨部委員兼組織部部長
- 河南報社總編輯
- 北平特別市黨部委員兼組織部部長
- 江蘇省寶山縣縣長[4]
- 陝西省第七區行政督察專員兼保安司令[5][6]
- 國民政府軍事委員會委員長西安行營軍法官
- 教育部晉綏熱察戰區教育督導專員
- 察哈爾省政府委員[7][8]
- 民國75年8月15日病逝[9]